# Kostel svatého Jana Křtitele (Kiďoš)
Kostel svatého Jana Křtitele se nachází ve vesnicí Kiďoš. Kostel byl 27. prosince 2001 zařazen na seznam památek Ukrajiny pod číslem N1761.

## Historie
Kostel byl postaven na přelomu 13. a 14. století v místě původní kaple a kláštera, ze kterého zůstaly ruiny. Ve středověku sloužil jako obranný kostel, je zachován část obranného příkopu. V roce 1590 prošel reformací. V roce 1657 kostel vyhořel, v letech 1827, 1889 a 1911 byl opraven. V roce 1911 byly objeveny fragmenty nástěnných maleb z období 1360–1370. Výjevy znázorňují svatou Kateřinu, Kristovo zjevení Marii a Kristus v zahradě Getsematské další fresky se nedochovaly.

## Popis
Kostel je jednolodní zděná stavba na obdélném půdoryse s čtvercovou apsidou. Sedlová střecha je pokrytá plechem. Ve východní stěně apsidy jsou prolomena dvě úzká okna s širokými výklenky a trojlískovou kružbou. V jižní stěně je jedno obdobné okno. V západním průčelí je portál s lomeným zakončením. Loď a apsidu odděluje lomený vítězný oblouk.

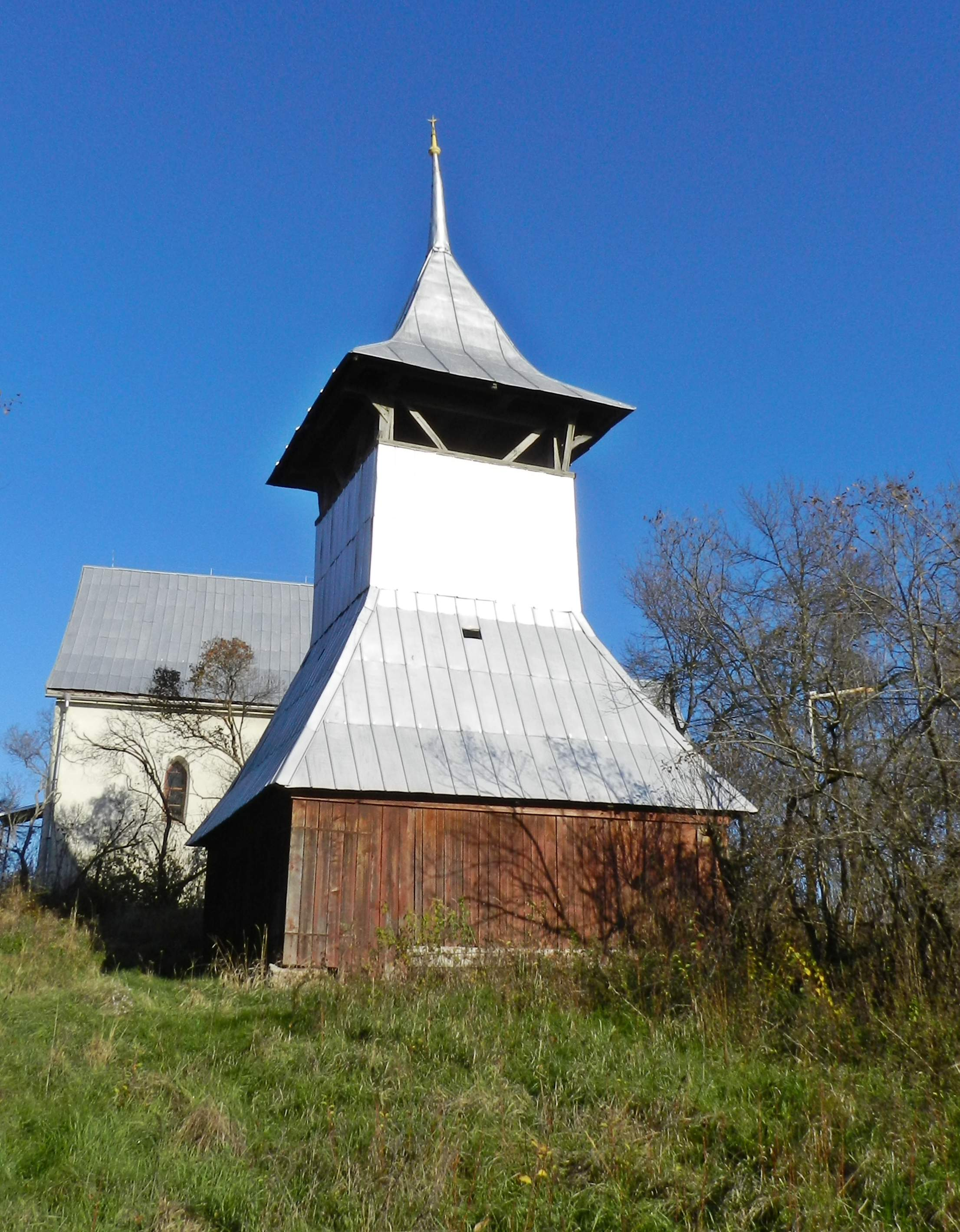
Zvonice

## Zvonice
V blízkosti kostela byla postavena dřevěná zvonice. Datum 1828, který je o zvonici znám, nevypovídá o tom zda je to datum vzniku nebo rekonstrukce. Gotizující dřevěná stavba stojí na čtvercovém půdorysu. Čtyři štenýře jsou zesílené křížovými rozpěrami vybíhajícími vně štenýřového hranolu. Nad otevřeným zvonovým patrem je jehlanová střecha. Střecha i bednění je oplechováno.
Velký starý zvon byl zkonfiskován v první světové válce, v roce 1924 byl z darů rolníků pořízená kopie.